# Устье (Вашкинский район)
Устье — деревня в Вашкинском районе Вологодской области.
Входит в состав сельского поселения Андреевское (до 2015 года — в составе Васильевского сельского поселения).
Расстояние по автодороге до районного центра Липина Бора — 21 км, до центра муниципального образования деревни Васильевская — 18 км. Ближайшие населённые пункты — Коровино, Мыс, Речаково, Торопунино.

## Население
По переписи 2002 года население — 13 человек.
| 2010 |
| ---- |
| 7    |